# Eleccions al Parlament Europeu de 1994 (Espanya)
Les eleccions al Parlament Europeu de 1994 a Espanya van tenir lloc el 12 de juny d'aquest any de forma simultània a les eleccions autonòmiques andaluses. Aquest dia es van celebrar també eleccions europees a Alemanya, Bèlgica, França, Grècia, Itàlia, Luxemburg, Portugal i Regne Unit. Respecte a les eleccions anteriors, la representació espanyola havia pujat a 64 eurodiputats (per a reflectir els efectes de la unificació d'Alemanya i preparar-se per a la futura ampliació, el Parlament Europeu havia suggerit, en l'informe De Gucht, d'octubre de 1992, augmentar el nombre d'escons; el Consell europeu d'Edimburg celebrat els dies 11 i 12 de desembre de 1992 ho va prendre en compte i segons una decisió del Consell d'1 de febrer de 1993 va augmentar, entre d'altres, el nombre d'escons corresponent a Espanya a 64).
D'acord amb el que disposa la Llei Orgànica 5/1985, de 19 de juny, del Règim Electoral General (article 214), existeix una única circumscripció electoral sense llindar electoral (percentatge mínim per a ser adjudicatari d'escons; en les generals espanyoles és del 3%). Es van presentar 35 candidatures.

## Resultats
La participació va ascendir al 59,14%, gairebé cinc punts més que a les eleccions de 1989. Dels vots emesos, el 0,46% va ser nul. Dels vàlids, l'1,15% foren en blanc. El nombre de vots a candidatures fou de 18.364.794. De les 35 candidatures presentades, només cinc van obtenir representació. La llista més votada va ser la del Partit Popular (PP), sent la primera vegada que el PSOE era derrotat en unes eleccions europees, perdent vuit punts respecte a les eleccions generals de l'any anterior. Era també la primera vegada que el PSOE perdia una elecció a nivell estatal des de 1982. Per contra, el PP havia guanyat més de cinc punts respecte a aquestes eleccions generals i fou la llista més votada en totes les comunitats autònomes espanyoles llevat a Catalunya, País Basc, Andalusia i Extremadura.
Un altre aspecte a destacar fou l'ascens d'Izquierda Unida, que va obtenir més del doble dels seus vots, i la dràstica reducció de partits representats (a pesar d'haver quatre escons més a repartir), passant d'onze a cinc. El bipartidisme s'accentua, al sumar PP i PSOE el 70,91% dels vots, enfront dels 60,98 de les anteriors eleccions europees. El partit que va quedar en tercer lloc a les eleccions anteriors, el CDS va perdre la seva representació, igual que Herri Batasuna o l'Agrupació Electoral José María Ruiz Mateos. Els resultats de les candidatures que van obtenir més de l'1% dels vots o que van perdre representació obtinguda en anteriors eleccions van ser els següents: 
| ← Eleccions al Parlament Europeu de 1994 → |                         |           |       |         |     |
| Partit                                     | Cap de llista           | Vots      | %     | Escons  | +/- |
| Partit Populara                            | Abel Matutes Juan       | 7.453.900 | 40,12 | 28 / 64 | 13  |
| PSOE                                       | Fernando Morán          | 5.719.707 | 30,79 | 22 / 64 | 5   |
| Izquierda Unida-Iniciativa per Catalunya   | Alonso Puerta Gutiérrez | 2.497.671 | 13,44 | 9 / 64  | 5   |
| Convergència i Uniób                       | Carles Gasòliba i Böhm  | 865.913   | 4,66  | 3 / 64  | 1   |
| Coalició Nacionalista                      | Jon Gangoiti Llaguno    | 518.532   | 2,79  | 2 / 64  | 1   |
| Per l'Europa dels Pobles                   | Carlos Garaikoetxea     | 239.339   | 1,20  | 0 / 64  | 1   |
| Foro-Centre Democràtic i Social            | Eduard Punset i Casals  | 183.418   | 0,99  | 0 / 64  | 5   |
| Herri Batasuna                             | Karmelo Landa           | 180.324   | 0,97  | 0 / 64  | 1   |
| Coalició Andalusista - Poder Andalús       |                         | 140.445   | 0,76  | 0 / 64  | 1c  |
| AE Ruiz Mateos                             |                         | 82.410    | 0,44  | 0 / 64  | 2   |

a Inclou Unió del Poble Navarrès.

b Inclou Unitat del Poble Valencià i Partit Socialista de Mallorca-Nacionalistes de Mallorca.

c Si considerems al Partit Andalusista.

### Distribució per Grups Europeus
| Grups | Grups                                                | Partits                                                                                                 | Escons | Total | %      |
| ----- | ---------------------------------------------------- | --- | ------ | ----- | ------ |
|       | Partit Popular Europeu (EPP)                         | - Partit Popular (PP) - Unió del Poble Navarrès (UPN) - Unió (UDC) - Partit Nacionalista Basc (EAJ/PNV) | 27 1   | 30    | 46.88  |
|       | Partit dels Socialistes Europeus (PES)               | - PSOE                                                                                                  | 22     | 22    | 34.38  |
|       | Esquerra Unida Europea (EUL)                         | - Esquerra Unida (IU)                                                                                   | 9      | 9     | 14.06  |
|       | Partit Liberal Demòcrata i Reformista Europeu (ELDR) | - Convergència (CDC)                                                                                    | 2      | 2     | 3.13   |
|       | Aliança Radical Europea (ERA)                        | - Coalició Canària (CC)                                                                                 | 1      | 1     | 1.56   |
|       |                                                      | |        |       |        |
| Total | Total                                                | Total                                                                                                   | 64     | 64    | 100.00 |

## Eurodiputats elegits
| N.º | Nombre                                | Lista | Lista      |
| --- | ------------------------------------- | ----- | ---------- |
| 1   | Abel Matutes Juan                     |       | PP         |
| 2   | Fernando Morán López                  |       | PSOE       |
| 3   | Celia Villalobos Talero               |       | PP         |
| 4   | Francisca Sauquillo Pérez del Arco    |       | PSOE       |
| 5   | Alonso José Puerta Gutiérrez          |       | IU (PASOC) |
| 6   | Mercedes de la Merced Monge           |       | PP         |
| 7   | Enrique Barón Crespo                  |       | PSOE       |
| 8   | José María Gil-Robles y Gil-Delgado   |       | PP         |
| 9   | Miguel Arias Cañete                   |       | PP         |
| 10  | Ludivina García Arias                 |       | PSOE       |
| 11  | Antoni Gutiérrez Díaz                 |       | IU (IC)    |
| 12  | María Teresa Estevan Bolea            |       | PP         |
| 13  | Josep Verde i Aldea                   |       | PSOE (PSC) |
| 14  | José Manuel García-Margallo Marfil    |       | PP         |
| 15  | Ana Clara María Miranda de Lage       |       | PSOE       |
| 16  | María del Carmen Fraga Estévez        |       | PP         |
| 17  | Carles-Alfred Gasòliba i Bohm         |       | CiU (CDC)  |
| 18  | Laura González Álvarez                |       | IU (PCE)   |
| 19  | Luis Campoy Zueco                     |       | PP         |
| 20  | Pedro Aparicio Sánchez                |       | PSOE       |
| 21  | Ana Isabel Palacio Vallelersundi      |       | PP         |
| 22  | José María Mendiluce Pereiro          |       | PSOE       |
| 23  | Carlos Robles Piquer                  |       | PP         |
| 24  | Manuel Medina Ortega                  |       | PSOE       |
| 25  | María Sornosa Martínez                |       | IU (PCE)   |
| 26  | Juan Manuel Fabra Vallés              |       | PP         |
| 27  | Xerardo Fernández Albor               |       | PP         |
| 28  | María Izquierdo Rojo                  |       | PSOE       |
| 29  | Fernando Fernández Martín             |       | PP         |
| 30  | Josep Enric Pons Grau                 |       | PSOE       |
| 31  | Josu Jon Imaz San Miguel              |       | CN         |
| 32  | María Jesús Aramburu del Río          |       | IU (PCE)   |
| 33  | Jaime Valdivielso de Cue              |       | PP         |
| 34  | Joan Coloro i Naval                   |       | PSOE       |
| 35  | Encarnación Redondo Jiménez           |       | PP         |
| 36  | Juan Luis Colino Salamanca            |       | PSOE       |
| 37  | Íñigo Méndez de Vigo Montojo          |       | PP         |
| 38  | Concepció Ferrer i Casals             |       | CiU (Unió) |
| 39  | Salvador Jové i Peres                 |       | IU (PCE)   |
| 40  | Javier Areitio Toledo                 |       | PP         |
| 41  | Carmen Díez de Rivera Icaza           |       | PSOE       |
| 42  | Joaquín Sisó Cruellas                 |       | PP         |
| 43  | Juan de Dios Izquierdo Collado        |       | PSOE       |
| 44  | Laura Elena Esteban Martín            |       | PP         |
| 45  | Jesús Cabezón Alonso                  |       | PSOE       |
| 46  | Carlos Carnero González               |       | IU (PCE)   |
| 47  | Daniel Varela Suances-Carpegna        |       | PP         |
| 48  | José Gerardo Galeote Quecedo          |       | PP         |
| 49  | Bárbara Duhrkop Duhrkop               |       | PSOE       |
| 50  | José Ignacio Salafranca Sánchez-Neyra |       | PP         |
| 51  | Antonio González Triviño              |       | PSOE       |
| 52  | Ángela del Carmen Sierra González     |       | IU (PCE)   |
| 53  | José Antonio Escudero López           |       | PP         |
| 54  | Francisco Javier Sanz Fernández       |       | PSOE       |
| 55  | Francisca Bennasar Tous               |       | PP         |
| 56  | Joan María Vallvé i Ribera            |       | CiU (CDC)  |
| 57  | José Luis Valverde López              |       | PP         |
| 58  | Manuela de Frutos Gama                |       | PSOE       |
| 59  | Pedro Marset Campos                   |       | IU (PCE)   |
| 60  | Salvador Garriga Polledo              |       | PP         |
| 61  | Fernando Pérez Royo                   |       | PSOE       |
| 62  | Julio Añoveros Trias de Bes           |       | PP         |
| 63  | Ana Terrón i Cusí                     |       | PSOE       |
| 64  | Isidoro Sánchez García                |       | CN         |